# Noordoostpolder

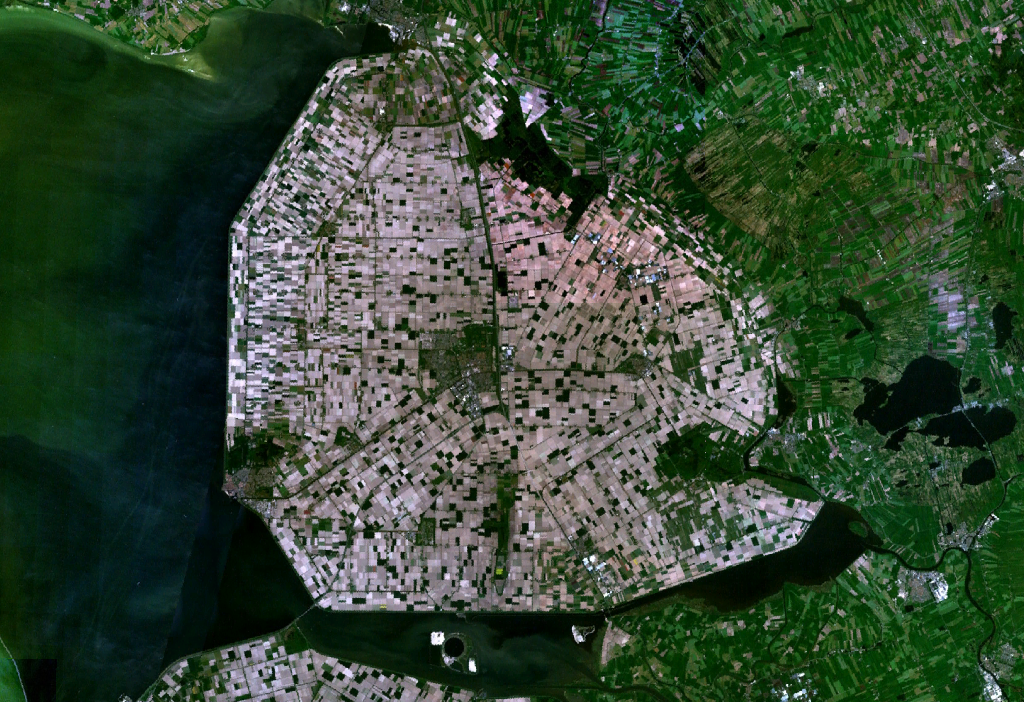
satelitní snímek poldru

Noordoostpolder (česky Severovýchodní poldr) je název poldru v Nizozemsku, který vznikl v rámci projektu Zuiderzeewerken. Ten spočíval v přehrazení mořského zálivu Zuiderzee a následném vysušením části nově vzniklého umělého jezera IJsselmeer. Noordoostpolder se nachází ve východní části původního Zuiderzee, na východě sousedí s provincií Frísko. Z územně-správního hlediska tvoří stejnojmennou obec, která je součástí provincie Flevoland. Výstavbou polderu byly původní ostrovy Urk a Schokland spojeny s pevninou.
Poldr byl dokončen v roce 1940, má rozlohu 460 km² a v roce 2012 zde žilo více než 46 000 obyvatel. Většina území se nachází 3 až 5 metrů pod hladinou okolního jezera a je využívána pro zemědělské účely.